# لورانس كرامر
لورانس كرامر (بالإنجليزية: Lawrence Kramer) هو عالم موسيقى وملحن أمريكي، ولد في 1946.

## وصلات خارجية
- لورانس كرامر على موقع ميوزك برينز (الإنجليزية)